# Isochariesthes picta
Isochariesthes picta là một loài bọ cánh cứng trong họ Cerambycidae.